# 台22線
台22線（楠梓－高樹），別稱旗楠公路，是臺灣的一條東西向省道，起於高雄市楠梓區中埔，終至屏東縣高樹鄉高樹市區，全長為34.321公里。

## 歷史沿革
本路線原為縣道188號 左營－高樹線，全長49.149公里。1993年台灣公路第三次整編時，將原台22線 屏東－知本線編號調整為台24線，楠梓－高樹段調整為今台22線，左營－楠梓段解編為市區道路。

## 行經行政區域
| 高雄市 | 楠梓區 | 中埔       | 0.000  | 台1線 · 楠梓陸橋   | 公路起點      |
| 高雄市 | 楠梓區 | －         |        |                    |               |
| 高雄市 | 楠梓區 | 楠梓市區   | －     | 市道183號 · 楠梓路 | 起點          |
| 高雄市 | 楠梓區 | 楠梓交流道 | －     | 國道一號           |               |
| 高雄市 | 楠梓區 | －         |        |                    |               |
| 高雄市 | 楠梓區 | 土庫       | －     | （地區道路）       |               |
| 高雄市 | －     |            |        |                    |               |
| 高雄市 | 大社區 | 保舍甲     | 2.658  | 市道186號          | 與共線起點    |
| 高雄市 | 燕巢區 | 鳳山厝     | －     | 市道186號          |               |
| 高雄市 | 燕巢區 | 鳳山厝     | －     |                    |               |
| 高雄市 | 燕巢區 | 鳳山厝     | 4.600  | 市道186號          | 與共線終點    |
| 高雄市 | 燕巢區 | 鳳山厝     | －     | 高46線             | 起點          |
| 高雄市 | 燕巢區 | 橫山       | 6.150  | 嘉保路             | 近 燕巢交流道 |
| 高雄市 | 燕巢區 | 橫山       | －     | 高46線             | 終點          |
| 高雄市 | 燕巢區 | 塔仔腳     | －     | 高44線             | 終點          |
| 高雄市 | 燕巢區 | －         |        |                    |               |
| 高雄市 | 燕巢區 | 隘巷       | －     | （地區道路）       |               |
| 高雄市 | 燕巢區 | －         |        |                    |               |
| 高雄市 | 燕巢區 | 深水       | －     |                    |               |
| 高雄市 | 燕巢區 | －         |        |                    |               |
| 高雄市 | 燕巢區 | 奧深水     | －     |                    |               |
| 高雄市 | 燕巢區 | －         |        |                    |               |
| 高雄市 | 燕巢區 | 馬場       | －     | 高43線             | 終點          |
| 高雄市 | 大樹區 | 五腳松     | －     | （地區道路）       |               |
| 高雄市 | 旗山區 | 埔仔寮     | 16.250 |                    |               |
| 高雄市 | －     |            |        |                    |               |
| 高雄市 | 大樹區 | 外門       | 19.079 | 台29線             |               |
| －     |        |            |        |                    |               |
| 屏東縣 | 里港鄉 | 頂三塊厝   | －     | 屏14線             |               |
| 屏東縣 | 里港鄉 | 里港市區   | 21.030 | 台3線              | 與共線起點    |
| 屏東縣 | 里港鄉 | 里港市區   | －     | 台3線              | 與共線終點    |
| 屏東縣 | 里港鄉 | 打鐵店     | －     | 屏17線             | 起點          |
| 屏東縣 | 里港鄉 | 茄苳腳     | 23.600 | 屏22線             | 起點          |
| 屏東縣 | 里港鄉 | 載興       | －     | （地區道路）       |               |
| 屏東縣 | －     |            |        |                    |               |
| 屏東縣 | 高樹鄉 | 新南勢     | 28.400 | 屏8線              | 起點          |
| 屏東縣 | 高樹鄉 | 新厝       | －     | （地區道路）       |               |
| 屏東縣 | 高樹鄉 | 田子       | －     | 屏6線              | 起點          |
| 屏東縣 | 高樹鄉 | 鹽樹       | －     | （地區道路）       |               |
| 屏東縣 | 高樹鄉 | 私埤       | －     | （地區道路）       |               |
| 屏東縣 | 高樹鄉 | －         |        |                    |               |
| 屏東縣 | 高樹鄉 | 南郡       | －     | 屏5線              | 起點          |
| 屏東縣 | 高樹鄉 | 高樹市區   | 34.321 | 台27線 · 市道181號 | 公路終點 終點 |
| 共線   |        |            |        |                    |               |

## 里程表
臺二十二線
| 縣市   | 鄉鎮   | 里程數(KM)             |
| ------ | ------ | ---------------------- |
| 高雄市 | 全區   | 17.2                   |
| 高雄市 | 楠梓區 | 3.5                    |
|        | 大社區 | 1.7                    |
|        | 燕巢區 | 9.1                    |
|        | 旗山區 | 1.4（北上）0（南下）   |
|        | 大樹區 | 1.5（北上）2.9（南下） |
| 屏東縣 | 全區   | 17.8                   |
| 屏東縣 | 里港鄉 | 10.8                   |
|        | 高樹鄉 | 7                      |

## 沿線路名
| - 楠梓新路 - 旗楠路 - 鳳旗路 - 鳳東路 - 橫山路 - 大仁路 | - 深興路 - 深中路 - 深水路 - 牧場路 - 統嶺路 - 里嶺路 | - 中山路 - 鐵店路 - 里港路 - 茄苳路 - 載南路 - 興店路 | - 蕉場路 - 公平路 - 南昌路 - 興中路 |

## 沿線設施與景點
| - 楠梓車站（縱貫線南段） - 高雄市楠梓區公所 - 楠梓交流道（ 國道一號） - 樹德科技大學 - 高雄市燕巢區橫山國民小學 | - 國立高雄應用科技大學燕巢校區 - 高雄市燕巢區深水國民小學 - 國立高雄師範大學燕巢校區 - 屏東縣里港鄉載興國民小學 - 屏東線高樹鄉新南國民小學 - 屏東線高樹鄉田子國民小學 |